# Vino de Venezuela

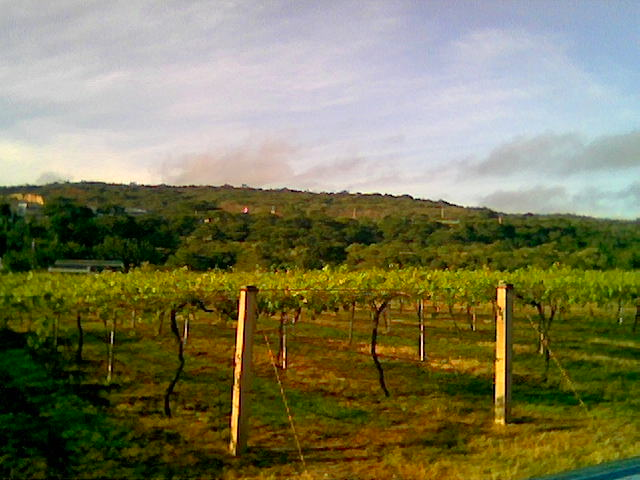
Viñedo del Decanato de Agronomía de la Universidad Centroccidental Lisandro Alvarado, en su núcleo de Tarabana.

Venezuela cuenta con las condiciones climáticas adecuadas para obtener vinos con altos estándares de calidad, siendo Lara y Zulia los estados más aptos para la producción de vino. 
Los vinos producidos en el Zulia y en El Tocuyo son productos menos costosos, menos elaborados y de menor calidad que los producidos en Carora.
La variación de temperatura entre el día y la noche, hace que ciertas zonas del estado Lara provean un mejor ambiente para la producción de uvas más dulces y por lo tanto un vino de mejor calidad.
En el Zulia la variación es menos importante (solo 8 grados en promedio) lo cual produce uvas de menor calidad vinícola.
Debido al microclima tropical en algunas regiones es posible obtener dos vendimias al año
Sin embargo, a nivel sociocultural el consumo de cerveza predomina sobre el vino a pesar de contar con grandes comunidades italianas, portuguesas y españolas en el país —lo que ha hecho que su consumo haya tenido siempre una connotación étnica ya que fue introducida por los inmigrantes europeos—.
Históricamente ha habido varios intentos de producción seria de vino en el país, pero nunca a gran escala, en 1958 se trató de incentivar la producción al aumentar los aranceles de importación de bebidas alcohólicas, sin embargo esto tuvo el efecto opuesto al promover la producción de vinos de baja calidad utilizando mostos concentrados importados. 
Recientemente Venezuela se ha dado a conocer como potencial productor de vinos de calidad comparable a algunos chilenos, argentinos, españoles y franceses.
Gracias a una reciente iniciativa de las Empresas Polar y la casa vinícola francesa Martell, que escogieron para ello la zona de Altagracia, en el estado Lara, a unos 120 kilómetros de Barquisimeto, desarrollando una alianza estratégica (joint venture) cuyo nombre comercial es Bodegas Pomar. Principalmente cultivan variedades de uva francesas y algunas españolas e italianas, refinando los ensambles y las técnicas de maduración con buenos resultados. Además de las Bodegas Pomar, el Instituto de la Uva de la Universidad Centroccidental Lisandro Alvarado ha estado trabajando en especímenes distintos y en la producción de vino utilizando cepas criollas y tropicalizadas en sus núcleos de Tarabana y El Tocuyo, comercializando sus productos a pequeña escala en el Estado Lara, Aunque actualmente la mayor producción de Uva se realiza en el municipio Mara del Edo. Zulia, donde también se realizan vinos a pequeña escala en la Corporación Vitícola C.A (CORPOVICA), El cual funciona en el Centro de Desarrollo Vitícola Socialista de Mara, filial de CORPOZULIA.

## Principales varietales cultivadas

### Vinos tintos
- Syrah
- Tempranillo
- Petit Verdot

### Vinos blancos
- Sauvignon Blanc
- Muscat D’Petit Grain
- Moscazo Bianco
- Macabeu
- Chenin
- Malvoisie

## Consumo de vino en Venezuela
Actualmente el mayor suplidor es Chile a causa de los bajos precios, ya que goza de privilegios aduaneros. Siguen Francia, España e Italia. No existen datos oficiales acerca del consumo per cápita de vino en Venezuela. Sin embargo, algunos expertos del sector estiman que el mismo sea de 5 litros per cápita al año.